# لويس أيريس
لويس أيريس (بالإنجليزية: Louis Ayres) هو مهندس معماري أمريكي، ولد في 1874 في Bergen Point ‏ في الولايات المتحدة، وتوفي في 30 نوفمبر 1947 في مانهاتن في الولايات المتحدة.